# Průlet meteoroidu atmosférou Země 13. října 1990

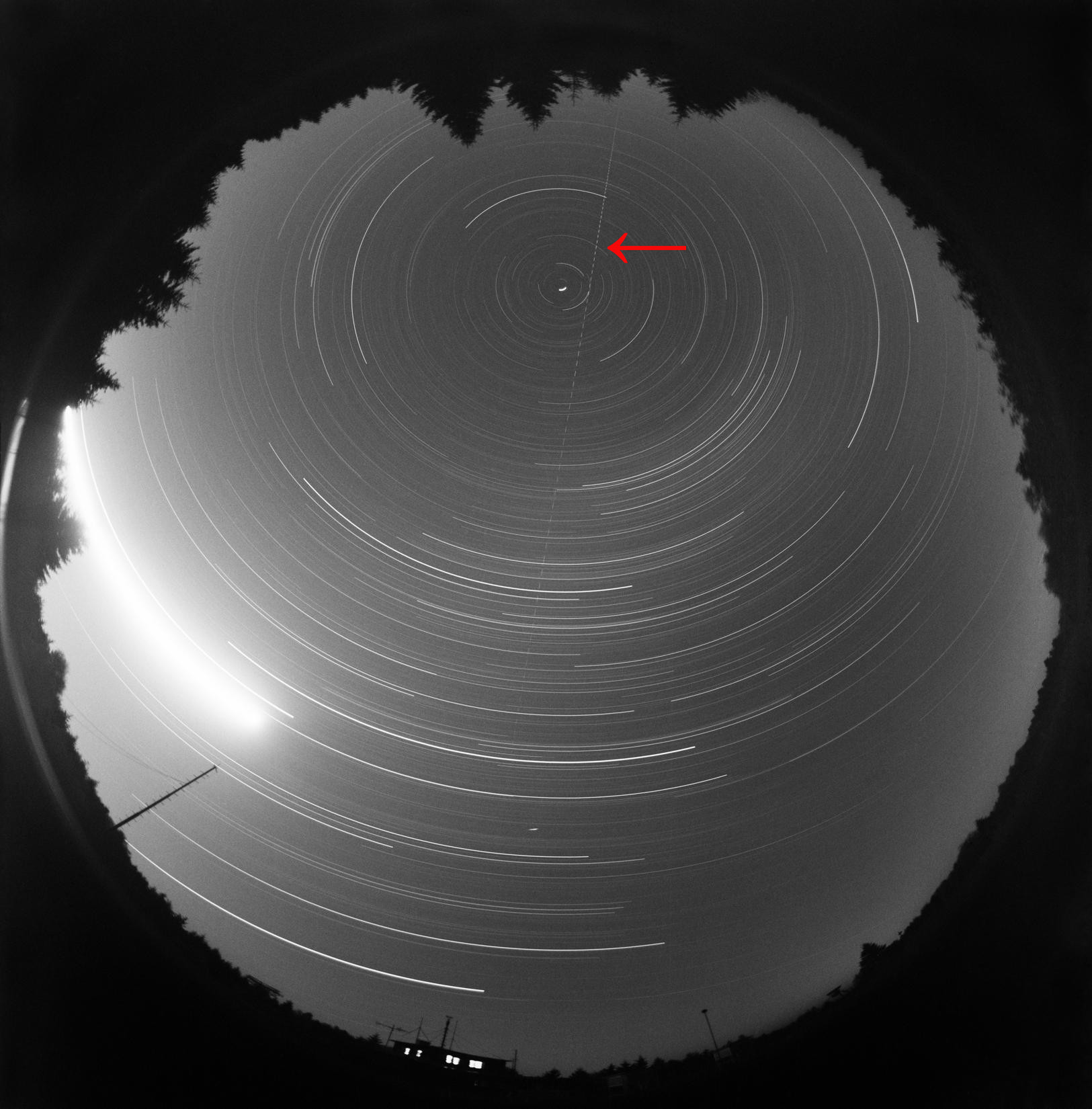
Celooblohová fotografie s bolidem z 13. října 1990 (přerušovaná světelná stopa napříč snímkem jdoucí z jihu na sever), pořízená kamerou Evropské bolidové sítě na stanici ČHMÚ Červená hora v Nízkém Jeseníku. Jasná stopa vlevo je Měsíc.

Dne 13. října 1990 proletěl nad územím Československa a Polska rychle se pohybující tečný meteoroid EN131090. Těleso vletělo do zemské atmosféry a po několika sekundách z ní opět vyletělo do kosmického prostoru. Pozorování takové události je poměrně vzácné, přičemž tato byla teprve druhou vědecky pozorovanou a první, kdy se těleso podařilo zachytit kamerami ze dvou různých stanic, a tak následně vypočítat různé charakteristiky jeho oběžné dráhy ve sluneční soustavě. Ukázalo se, že setkání se Zemí jeho oběžnou dráhu významně změnilo. Do malé míry byly změněny také některé jeho fyzikální vlastnosti (hmotnost a povrch).

## Pozorování
Průlet tělesa byl pozorován vizuálně, rádiově a fotograficky. Vizuální pozorování hlásili nezávisle na sobě tři pozorovatelé komet, a sice Petr Pravec, Pavel Klásek a Lucie Bulíčková. Podle jejich hlášení událost začala ve 3h 27m 16s ± 3s UT, přičemž bolid (jasný meteor, to jest světelný jev provázející průlet meteoroidu atmosférou) se pohyboval z jihu na sever. Zanechal po sobě také 10 sekund viditelnou stopu. Gotfred M. Kristensen zaznamenal v Havdrupu v Dánsku odraz rádiového signálu od prolétajícího tělesa ve 3h 27m 24s ± 6s UT, přičemž tento odraz trval 78 sekund.
Nejvíce údajů se podařilo získat díky fotografickým pozorováním pořízeným kamerami Evropské bolidové sítě. Jde o první událost tohoto typu zachycenou kamerami ze dvou stanic, což umožňuje poměrně přesně určit geometrickými metodami dráhu tělesa. Bolid byl zachycen na československých stanicích Červená hora (okres Opava) a Svratouch (okres Chrudim) statickými kamerami vybavenými širokoúhlými objektivy (rybím okem) snímajícími celou oblohu. Cenným se ukázal zejména snímek z Červené hory, na kterém je zachycena trajektorie bolidu o délce 110°, která začíná asi 51° nad jižním horizontem, přechází pouhý 1° západně od zenitu a mizí 19° nad severním horizontem. Zachycená stopa tedy proťala asi 60 % oblohy. Kamera byla vybavena rotující uzávěrkou, která přerušovala expozici snímku 12,5krát za sekundu, a tak rozdělila zachycenou trasu bolidu na malé úseky, což umožnilo stanovit rychlost prolétajícího tělesa. Poslední 4° však již byla úhlová rychlost tělesa tak malá, že ji přístroj nebyl schopen rozlišit. Snímek ze Svratouchu zachytil trajektorii bolidu pouze v délce 15° s počátkem 30° nad severozápadním horizontem, a bolid na něm byl navíc poměrně slabý. Přesto i tyto údaje postačovaly k provedení potřebných výpočtů.

## Údaje o průletu
Průlet byl ve skutečnosti jen velmi jemným škrtnutím o vrchní vrstvu zemské atmosféry (například ve srovnání s Velkým denním bolidem z roku 1972 nad Spojenými státy a Kanadou). Těleso bylo poprvé zachyceno ve výšce 103,7 km u Uherského Brodu, přičemž nejvíce se Zemi přiblížilo jen na vzdálenost 98,67 km severovýchodně od polské Vratislavi, což je těsně pod Kármánovou hranicí, která je obecně uznávána jako hranice mezi zemskou atmosférou a vesmírným prostorem. Následně kamerám zmizelo z dohledu ve výšce 100,4 km severně od Poznaně. Lze předpokládat, že bolid by byl pro případné pozorovatele viditelný ještě i ve výšce 110 km nad jižní částí Baltského moře.
Absolutní jasnost bolidu (odpovídající zdánlivé jasnosti, kterou by těleso mělo ve výšce 100 km v zenitu pozorovatele) se po celou dobu nijak výrazně neměnila a pohybovala se kolem hodnoty −6. Během doby, kdy byl bolid kvůli tření v atmosféře rozpalujícímu jeho povrch pozorovatelný, urazil 409 km, což mu trvalo 9,8 sekundy. Těleso se pohybovalo rychlostí 41,74 km/s, která se během průletu prakticky neměnila. Jiří Borovička a Zdeněk Ceplecha z ondřejovské observatoře odhadli, že zpomalení způsobené třením v atmosféře činilo v perigeu (místě největšího přiblížení zemskému povrchu) pouze 1,7 m/s2, což znamená, že se jeho rychlost snížila jen o 0,012 km/s. To velmi dobře odpovídá počítačovým simulacím, které pomocí programu speciálně vytvořeného pro simulace tečných meteoroidů provedli D. W. Olson, R. L. Doescher a K. M. Watson na Southwest Texas State University. Simulace ukázaly, že těleso nebylo zemskou atmosférou nijak znatelně zpomaleno, s malou výjimkou kolem průchodu perigeem, kdy jeho zpomalení činilo 1 m/s2.

Část trasy meteoroidu nad tehdejším Československem a Polskem, kterou zachytily kamery Evropské bolidové sítě

Program také vypočítal zdánlivou jasnost tělesa, jak by se v různých okamžicích jevila pozorovateli nacházejícímu se přímo pod ním. Výpočty začaly i skončily u výšky přibližně 250 km nad povrchem, to jest dlouho předtím a poté, kdy byl meteoroid pozorovatelný pro kamery Evropské bolidové sítě. Vypočítané hodnoty zdánlivé jasnosti tělesa začaly na +5,7 a následně se rychle zvyšovaly. V momentě, kdy byl bolid zachycen jednou z kamer, již dosahovaly −5,7 a v perigeu −6,3. Následně se jasnost bolidu začala opět snižovat, přičemž v okamžiku, kdy ho naposledy zachytily kamery Evropské bolidové sítě, dosáhla hodnoty −5,4. Poslední vypočítaná hodnota pak byla +6,0 ve výšce 257 km. Tato čísla však nemusí být zcela spolehlivá, neboť program pracoval s předpokladem, že světelná účinnost tělesa se po celé jeho dráze nijak neměnila. Počáteční a koncové hodnoty vypočítané zdánlivé jasnosti se pohybují na hranici viditelnosti pouhým okem. Například slabé hvězdy se zdánlivou jasností +6 mohou být pozorovány jen v tmavých venkovských oblastech dostatečně vzdálených od velkých měst. Odpovídá to také zdánlivé jasnosti planety Uran. Naopak poblíž perigea byl bolid několikrát jasnější než Venuše.
| Parametry bolidu     | při vstupu                | v perigeu                  | při výstupu                    |
| -------------------- | ------------------------- | -------------------------- | ------------------------------ |
| Rychlost             | 41,74 km/s                | 41,74 km/s                 | 41,74 km/s                     |
| Výška                | 103,7 km                  | 98,67 km                   | 100,4 km                       |
| Zeměpisné souřadnice | 49°3′ s. š., 17°39′ v. d. | 51°21′ s. š., 17°18′ v. d. | 52°40′59″ s. š., 17°4′1″ v. d. |
| Absolutní jasnost    | −5,6                      | −6,2                       | −6,1                           |
| Zdánlivá jasnost     | −5,7                      | −6,3                       | −5,4                           |

## Fyzikální charakteristika
Jednalo se o bolid typu I, což je tak zvaný obyčejný chondrit. Hmotnost meteoroidu při vstupu do atmosféry, odhadnutá na základě jeho absolutní jasnosti a rychlosti, činila asi 44 kg, ovšem během průletu ji postupně nepatrně ztrácel, až nakonec odletěl asi o 350 gramů lehčí. Počítačové simulace ukázaly, že ztráta hmotnosti započala ve výšce 100,6 km, tedy přibližně v době, kdy ho poprvé zachytila jedna z kamer Evropské bolidové sítě, a po průchodu perigeem pokračovala až do výšky 215,7 km (celkem po dobu 25 sekund). Natavení a následné ztuhnutí jeho svrchních částí také způsobilo, že zemskou atmosféru opustil se změněnou povrchovou strukturou, podobnou povrchu meteoritů.
Průlet meteoroidu neznamenal pro život na Zemi žádné nebezpečí. I kdyby těleso mířilo přímo k zemskému povrchu, v průběhu letu atmosférou by se natolik zahřálo, že by explodovalo ještě vysoko nad zemí, přičemž na povrch by mohly dopadnout jen jeho malé části (meteority).

## Dráha ve sluneční soustavě

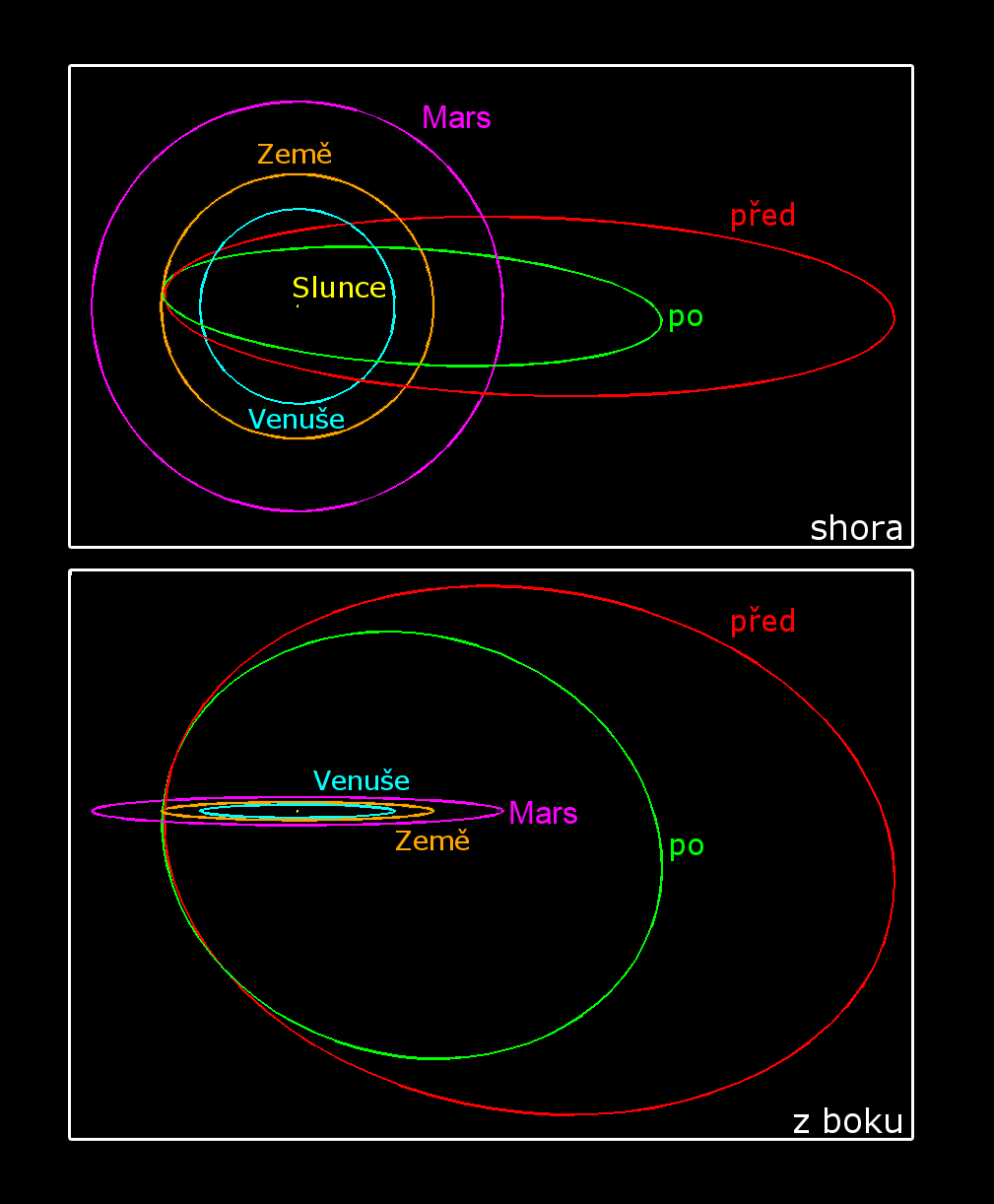
Oběžná dráha meteoroidu před setkáním se Zemí (červeně) a po něm (zeleně).

Protože se těleso podařilo zachytit dvěma kamerám bolidové sítě, bylo možné geometrickými metodami zjistit poměrně přesnou trajektorii jeho průletu a následně také vypočítat charakteristiky jeho oběžné dráhy ve sluneční soustavě před setkáním se Zemí i po něm. Výpočty publikovali čeští astronomové Pavel Spurný, Zdeněk Ceplecha a Jiří Borovička, specializující se na studium meteorů. Prokázali, že setkání se Zemí mělo na dráhu tělesa velmi výrazný vliv. Například vzdálenost afélia (největší vzdálenost, do jaké se těleso může dostat od Slunce) a oběžná doba meteoroidu se zmenšily téměř na polovinu.
| Elementy dráhy           | před setkáním      | po setkání         |
| ------------------------ | ------------------ | ------------------ |
| Velká poloosa            | 2,72 ± 0,08 AU     | 1,87 ± 0,03 AU     |
| Excentricita             | 0,64 ± 0,01        | 0,473 ± 0,009      |
| Perihélium               | 0,9923 ± 0,0001 AU | 0,9844 ± 0,0002 AU |
| Afélium                  | 4,45 ± 0,15 AU     | 2,76 ± 0,07 AU     |
| Argument šířky perihélia | 9,6 ± 0,1°         | 16,6 ± 0,2°        |
| Délka vzestupného uzlu   | 19,671°            | 19,671°            |
| Sklon dráhy              | 71,4 ± 0,2°        | 74,4 ± 0,2°        |
| Doba oběhu               | 4,5 ± 0,2 roku     | 2,56 ± 0,06 roku   |

## Podobné události
Zatímco srážky meteoroidů se Zemí jako takové jsou událostí poměrně častou, pak podobný průlet atmosférou je pozorován vzácně. Pravděpodobně první spolehlivě doloženou událostí tohoto typu je průlet několika těles v těsné formaci pozorovaný 20. července 1860 v americkém státě New York. První vědecky pozorovaný průlet meteoroidu, k němuž je současně československo-polský bolid přirovnáván, byl zaznamenán 10. srpna 1972 nad Spojenými státy a Kanadou. Americko-kanadský meteoroid, přezdívaný Velký denní bolid, však měl více než tisícinásobnou hmotnost a zemskému povrchu se přiblížil o 40 kilometrů více. Údaje z pozorování obou bolidů pomohly vytvořit metodu výpočtu trajektorií podobných těles, jež byla později využita při výpočtu dráhy dalšího tečného bolidu, který proletěl 29. března 2006 nad Japonskem.